# Gabriel Soares
Gabriel Soares (Foz do Iguaçu, 22 gennaio 1997) è un canottiere brasiliano naturalizzato italiano.

## Biografia
È nato in Brasile da genitori brasiliani.
Risiede e cresce a Bellagio, la sua attività agonistica inizia nel 2010 nella società U.S. Bellagina, seguito da Enrico Mooney. 
In seguito passa al Gruppo sportivo della Marina Militare Sabaudia, seguito da Franco Sancassani. 
Nel 2015 compete per la prima volta con la maglia azzurra, nel quattro di coppia junior, dichiarandosi vice campioni europei a Racice, a soli due centesimi dall'oro alla sua prima esperienza internazionale.  
L’anno successivo bronzo ai Campionati Mondiali Under 23 a Rotterdam 2016 sempre nel quattro di coppia.
Nel 2017 insieme ad Antonio Vicino (6:19.57) si aggiudica l'oro ai Campionati mondiali Under 23 2017 di Plovdiv dopo aver firmato il record del mondo nella specialità U23 M2X nelle batterie del 20 luglio con un tempo di 6:13.62.
Ai campionati europei di canottaggio di Lucerna 2019 ha vinto la medaglia d'oro nel 4 di coppia pesi leggeri, gareggiando coi connazionali Catello Amarante II, Alfonso Scalzone e Lorenzo Fontana.
Conclude la stagione 2019 con argento ai campionati del mondo Linz 2019 nella specialità de 4 di copia.
Agli europei di Poznań 2020 ha bissato il titolo continentale con Patrick Rocek, Antonio Vicino e Catello Amarante II.
Nel 2021 a seguito dell'annullamento del mondiale dell'anno precedente, vince l'argento agli europei di Varese 2021 nel singolo.

## Record

### Under 23
- 2 di coppia pesi leggeri: 6'13"62 (Campionati mondiali under 23,  Plovdiv, 10 luglio 2017)  (Gabriel Soares, Antonio Vicino)[5]

## Palmarès
- Giochi olimpici

Parigi 2024: argento nel 2 di coppia pesi leggeri.
- Mondiali

Rotterdam 2016: bronzo nel 4 di coppia under23 p.l.;
Plovdiv 2017: oro nel doppio under23 pesi leggeri;
Poznan 2018: Argentines doppio under23 pesi leggeri;
Linz-Ottensheim 2019: argento nel 4 di coppia pesi leggeri;
Račice 2022: oro nel singolo pesi leggeri;
Belgrado 2023: bronzo nel doppio pesi leggeri;
- Europei

Racice 2015: argento nel 4 di coppia junior;
Lucerna 2019: oro nel 4 di coppia pesi leggeri;
Poznań 2020: oro nel 4 di coppia pesi legeri;
Varese 2021: argento nel singolo pesi leggeri;
Monaco di Baviera 2022: argento nel singolo pesi leggeri;
Bled 2023: argento nel singolo p.l.